# Mount Rainier High School
Mount Rainier High School je střední škola ve městě Des Moines v americkém státě Washington. Své jméno nese po nedaleké hoře Mount Rainier, která je za jasného dne z prostor školy viditelná. Založena byla roku 1957 a nyní ji navštěvuje 1 572 studentů. Vytvořena byla za účelem převzetí části studentů z přeplněné Highline High School v Burienu, první střední školy okrsku Highline. V září 2007 získala škola novou školní budovu, která nahradila původní, chátrající konstrukci.

## Demografie
Na škole je velké množství studentů z demografických menšin, daleko větší, než jaké je celostátním průměrem. Jen 52 % studentů jsou běloši, 18 % Asiaté, 15 % Hispánci, 14 % Afroameričané a 2 % původní obyvatelé.

## Sporty
Škola poslední dobou slaví úspěchy s chlapeckým i dívčím basketbalovým týmem, chlapeckým i dívčím fotbalovým týmem, dívčím volejbalovým týmem, tenisovým a baseballovým týmem, chlapeckým plaveckým týmem a chlapeckým zápasnickým týmem.
Plavci vyhráli od roku 1991 šest státních mistrovství, naposledy roku 2005. V roce 2009 dosáhli druhého místa ve státě. Baseballový tým zažil úspěšné období mezi lety 2003 a 2009, kdy vyhrál státní titul pětkrát.
Chlapecký fotbalový tým si užíval největší slávy v letech 1987 až 1989, kdy vyhrál státní titul třikrát v řadě. Posledním úspěchem týmu je druhé místo z roku 2004 a čisté konto v základní části roku 2009. Dívčí fotbalový tým nikdy státní mistrovství nevyhrál, dvakrát, naposledy v roce 1999, byl ale stříbrný.
Atletický tým školy slavil úspěchy především v 70. letech, kdy za něj hrál středoškolský rekordman ve skoku do výšky Lee Braach. Posledním úspěšným atletem ze školy je dálkový běžec Ryan Prentice, který získal sportovní stipendium na Oklahoma State University.
Tenisový tým v 80. a 90. letech dominoval své oblastní lize, ve státě ale uspěl jen dvakrát. Nejúspěšnějším tenistou v historii školy byl Lynn Johnson, ten získal na University of Washington stipendium jako hráč amerického fotbalu.
Zápasnický tým je v oblastní lize dominantním celkem, mezi lety 2004 a 2010 se v ní vždy umístil na prvním místě.

## Nová budova
V březnu 2002 bylo schváleno dotování přestavby chátrající budovy Mount Rainier High School. Ta byla nakonec v létě 2005 zbořena, zatímco stavba nové školy začala až na podzim téhož roku. Projekt byl zhotoven včas před začátkem školního roku 2007/08. Port of Seattle, Seattle-Tacoma International Airport, Federální úřad letectví a stát Washington pak poskytly dotace ke zvukové izolaci školy, která musela být nutně zhotovena kvůli jejímu blízkosti k velkému mezinárodnímu letišti. Při stavbě nové budovy studenti docházeli do provizorní budovy ve čtvrti North Hill.